# Narozeniny (divadelní hra)
Narozeniny (v originále The Birthday Party) jsou divadelní hra Harolda Pintera, patří k jeho nejznámějším dílům. Tato hra, jež je i představitelkou absurdního dramatu, byla uvedena do Londýnských divadel v roce 1958 a po prvotním, ačkoliv poněkud chladném, přijetí se časem stala jednou z nezaměnitelných literárních klasik. Hra se dočkala i několika filmových zpracování, z nichž nejznámější a nejvěrohodnější pochází z roku 1968.

## Postavy
- Meg a Petr Bolesovi – manželský pár šedesátníků
- Stanley Webber – zhruba padesátiletý muž žijící v podnájmu u Bolesových
- Lulu – mladá žena okolo dvaceti let, žije ve stejném městě jako Meg a Petr
- Goldberg a McCann – muži, kteří se u Meg a Petra ubytují

## Děj
Děj se odehrává v jednom nejmenovaném malém městečku, pravděpodobně poblíž Londýna. Celý příběh začíná jednoho letního rána v malé kuchyni manželů Bolesových a jejich rozhovorem při snídani. Petr své manželce mezi řečí mimo jiné říká, že v přístavu potkal dva neznámé muže, kteří projevili zájem o ubytování u nich doma, což jeho manželce způsobí značnou radost. Postupně se čtenář dozvídá, že v domě žije i podnájemník Stanley Webber, který zanedlouho vstupuje do děje. Ukazuje se, že Stanley u manželů přebývá už téměř rok, tvrdí, že býval pianistou a ze způsobu jeho chování je možné usoudit, že se chová poněkud nezodpovědně až záhadně. Dále můžeme sledovat rozhovor mezi Meg a Stanleym, ze kterého není příliš jasné, jaký je přesně mezi nimi vztah. Meg se chová velmi starostlivě, má o Stanleyho zjevný zájem a její jednání se vyznačuje až téměř mateřskými znaky. Stanley se nezdá být příliš rozhozen její starostlivostí a mnohem více pozornosti věnuje Lulu, mladé dívce, která se u manželů na chvíli staví. Po odchodu Lulu se do domu dostavují oni dva muži, kteří se Petra vyptávali na ubytování, což je klíčovým okamžikem celého příběhu. Když se muži dozví, že Stanley má narozeniny (i když on sám tvrdí, že se narodil jindy), trvají na tom, že mu večer uspořádají narozeninovou oslavu, na kterou se mají dostavit všichni jmenovaní, jen Petr se omluví a večer tráví jinde. Druhé dějství celého příběhu se odehrává téhož dne večer. Oslava se koná v té samé místnosti, Meg i Lulu se vystrojí a na oslavu se těší, zatímco Stanley působí netečně. Během večera dojde k několika podivným událostem, Meg se chová poněkud nepatřičně a koketně, Stanley je v určitém okamžiku z neznámého důvodu vyslýchán McCannem a Goldbergem, a druhý jmenovaný nakonec svede Lulu. Určité okamžiky mají až hororovou atmosféru absurdna. Třetí dějství se odehrává další den ráno. Goldberg a McCann jsou nahoře v Stanleyho pokoji, a když konečně vychází, je jasné, že něco není v pořádku. Z výslechů není jasné, jaká je přesně Stanleyho minulost, ani proč jej ti dva zpovídají. Je několikrát zmíněno, že Stanleyho pravé jméno je zcela jiné a není jasné, zdali je tato postava tou, za kterou se vydává. Také není zcela jasné, za jakým účelem McCann s Goldbergem přijeli, jestli znají něco ze Stanleyho minulosti, co není řečeno nahlas, a zdali je i Stanley poznává nebo pouze dělá, že je nezná, aby se ochránil a v klidu dál schovával u manželů Bolesových. Poté, co Lulu Goldbergovi vyčítá, že ji zneužil, jmenovaný i se svým společníkem opouští bez vysvětlení dům, přičemž odvádí Stanleyho do auta s sebou. Všemu přihlíží Petr, který proti jejich jednání vznese námitku, aby sebou Stanley nenechal manipulovat. Ta však zůstává bez větší odezvy, pouze mu je oběma muži nabídnuto, aby se k nim přidal. Na jejich nabídku nicméně nepřistoupí a nechává Stanleyho i oba muže černým autem odjet neznámo kam. Meg odchod svého nájemníka nezaregistruje a bezstarostně si pochvaluje zábavu na včerejší oslavě.